# Sinus Lunicus
Il Sinus Lunicus è una struttura geologica della superficie della Luna.